# 民衆党 (韓国 1965-1967)
民衆党（みんしゅうとう）は、第三共和国時の韓国における保守政党である。当時、日韓の国交回復に反対する運動の先頭に立っていた保守野党勢力が統合して結成された政党である。

## 概要
1965年5月3日、当時の国会内における第1野党である民政党と第2野党の民主党が統合して結成された。第三共和国発足後、初の統合野党で、代表最高委員（党首）には民主党の党首であった朴順天が就任した。しかし、結党直後から、基本条約批准案とベトナム戦争への韓国軍派兵に反対する闘争方針をめぐって党内が二分、議員辞職と党解散を主張する旧民政党系の尹潽善を中心とする強硬派と、あくまでも院内での闘争を重視する旧民主党系の朴順天や柳珍山を中心とする穏健派の対立が続いた。
日韓基本条約（基本条約）が6月22日に調印された後の8月12日、同党の国会議員61名が日韓基本条約調印に抗議し議員職辞任書を提出したが、基本条約批准案は8月14日に与党である民主共和党のみの単独採決で国会を通過、尹潽善など最強硬派数名を除く民衆党議員は10月14日に国会に復帰した。これに反発した強硬派は民衆党を脱党して翌1966年3月30日に新韓党を結成、統合してからわずか10ヶ月目で野党が分裂する事態となった。翌1967年、5月に行なわれる第6代大統領選挙の大統領候補として、民衆党は兪鎮午を、新韓党は尹潽善を指名したが、野党圏の大統領候補単一化（一本化）・野党統合推進の名分のもと、1967年2月、民衆党と新韓党は合党して新民党を結成し、再び統合野党が発足することになった。